# Abdi Jeylani Malaq Marshale
Abdi Jeylani Malaq Marshale (c. 1969 – 31 de julio de 2012) fue un periodista somalí y comediante.

## Trayectoria
Marshale trabajó como productor de teatro y actor en Radio Kulmiye de Mogadiscio, así como para TV Universal, una estación de televisión por satélite de Somalia con sede en Londres. Fue uno de los comediantes más populares de Somalia, conocido por sus parodias de los militantes islamistas del país, Marshale había sido amenazado por los islamistas del grupo Al-Shabbaab, en 2012, lo que le obligó a esconderse en Somalia varios días.
El 31 de julio de 2012, fue muerto a tiros por dos desconocidos armados de pistolas, después de salir de la estación de radio en Mogadiscio. Fue la octava persona que muere en ataques dirigidos contra el personal de los medios en Somalia en 2012, según Amnistía Internacional. El funeral de Marshale fue atendido por cientos de periodistas, familiares, seguidores y dignatarios.